# Gadomus melanopterus
Gadomus melanopterus är en fiskart som beskrevs av Gilbert, 1905. Gadomus melanopterus ingår i släktet Gadomus och familjen skolästfiskar. Inga underarter finns listade i Catalogue of Life.